# Nerine gibsonii
Nerine gibsonii är en amaryllisväxtart som beskrevs av K.H.Douglas. Nerine gibsonii ingår i släktet Nerine och familjen amaryllisväxter. Inga underarter finns listade i Catalogue of Life.